# Connewitzer Kreuz

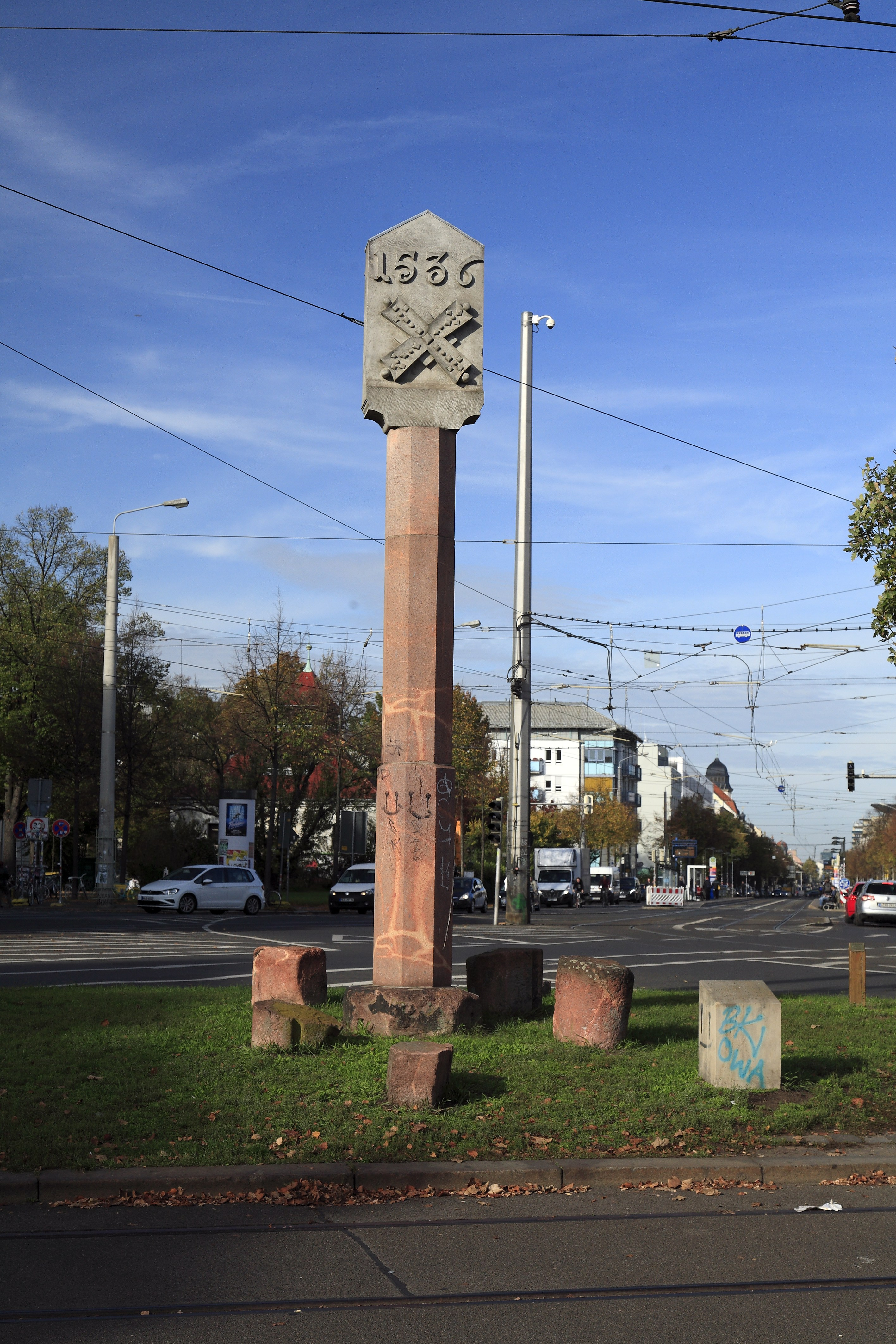
Das Connewitzer Kreuz (2019)

Das Connewitzer Kreuz ist ein ehemaliges Weichbildzeichen Leipzigs im Stadtteil Connewitz in Form eines Sandstein-Aufsatzes auf einer Säule aus Rochlitzer Porphyrtuff. Es steht unter Denkmalschutz. Der gleiche Name hat sich für die Gegend um das Denkmal eingebürgert. Die nahe Straßenbahn- und Bushaltestelle ist ebenfalls nach dem Connewitzer Kreuz benannt.

## Lage und Beschreibung

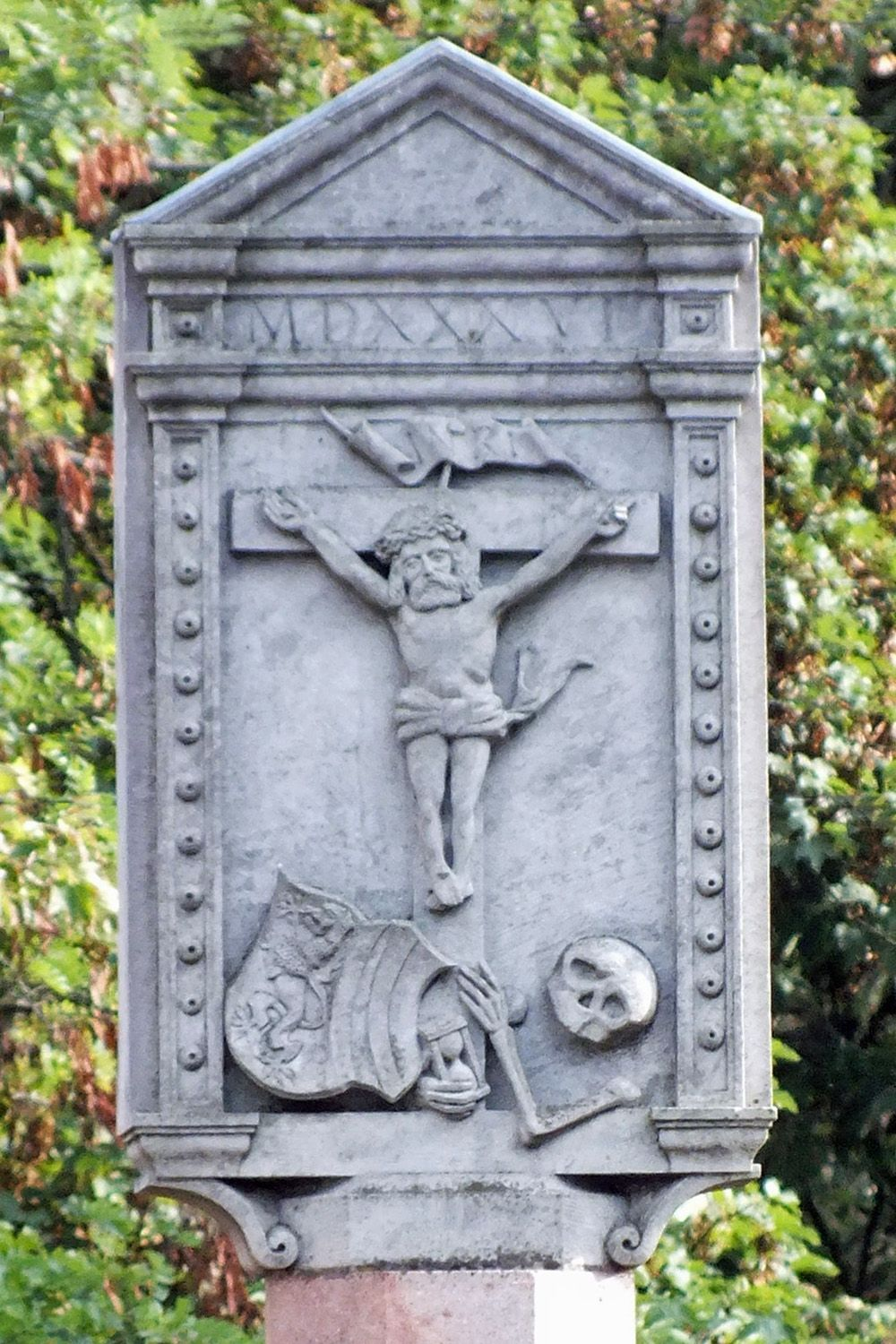
Nordseite der Bildtafel

Das Connewitzer Kreuz befindet sich auf einem halbrunden Rasenstück am südlichen Ende der heutigen Karl-Liebknecht-Straße an deren Gabelung in die Bornaische und die Wolfgang-Heinze-Straße.
Auf einer achteckigen Porphyrsäule, die von Prellsteinen aus dem gleichen Material umstanden ist, ruht eine 139 × 76 cm große Sandstein-Bildtafel, die oben von einem flachen Dreieck begrenzt wird. Auf der der Stadt zugewandten Nordseite sind darauf unter der Jahreszahl MDXXXVI eine Kreuzigungsszene in Reliefdarstellung, links unten das Leipziger Stadtwappen und rechts unten ein Totenschädel dargestellt. Die Südseite zeigt ein liegendes Kreuz (Andreaskreuz) und darüber die Jahreszahl 1536. Die Gesamthöhe beträgt etwa fünf Meter.

## Geschichte
Das Weichbild bezeichnete im Mittelalter und der frühen Neuzeit sowohl das Stadtrecht als auch dessen Gültigkeitsbereich und wurde im Leipziger Stadtbrief von 1165 als „wicbilede“ erstmals genannt. Es wurde zunächst an den vier Hauptausfallstraßen durch hölzerne Kreuze weit vor den Toren der Stadt markiert. Sie wurden später durch Steine ersetzt, ihre Anzahl nahm zu und auch ihr Abstand zur Stadt.

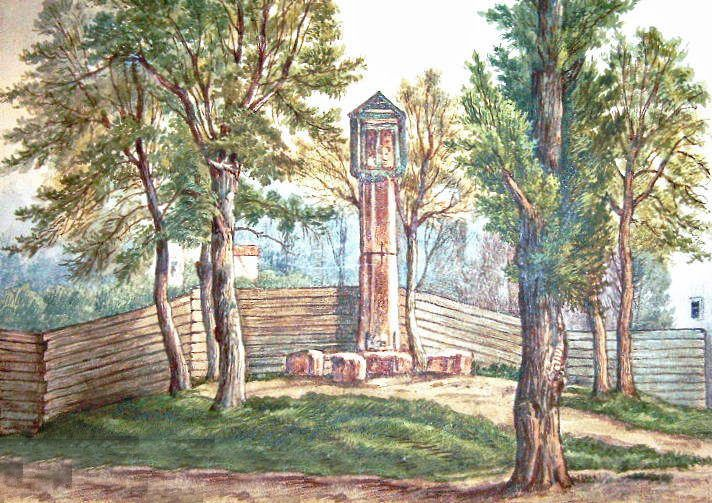
Das Kreuz 1890 vor einer Gärtnerei

1536 ließ der Rat der Stadt durch den Ratssteinmetz Hans Pfretzschner das Connewitzer Kreuz und weitere errichten. Ein identisches Exemplar stand an der Hallischen Straße, wie eine Abbildung von 1704 zeigt. Das Connewitzer Kreuz ist das einzig erhaltene.
Nach über viereinhalb Jahrhunderten war es stark verwittert und wurde 1994 durch eine vom Leipziger Bildhauer Markus Gläser geschaffene Kopie ersetzt, die von der Sparkasse Leipzig finanziert wurde. Das Original befindet sich im Stadtgeschichtlichen Museum. Wegen der fortgeschrittenen Verwitterung musste die Nordseite auf der Grundlage des stark verwitterten Originalbefundes frei ergänzt werden.
Da der Bereich um das Kreuz einer der wenigen großen Plätze der Südvorstadt und Connewitz ist, wird dieser zu Demos oder spontanen Versammlungen wie in der Silvesternacht zum Feuerwerk genutzt.

## Umgebung

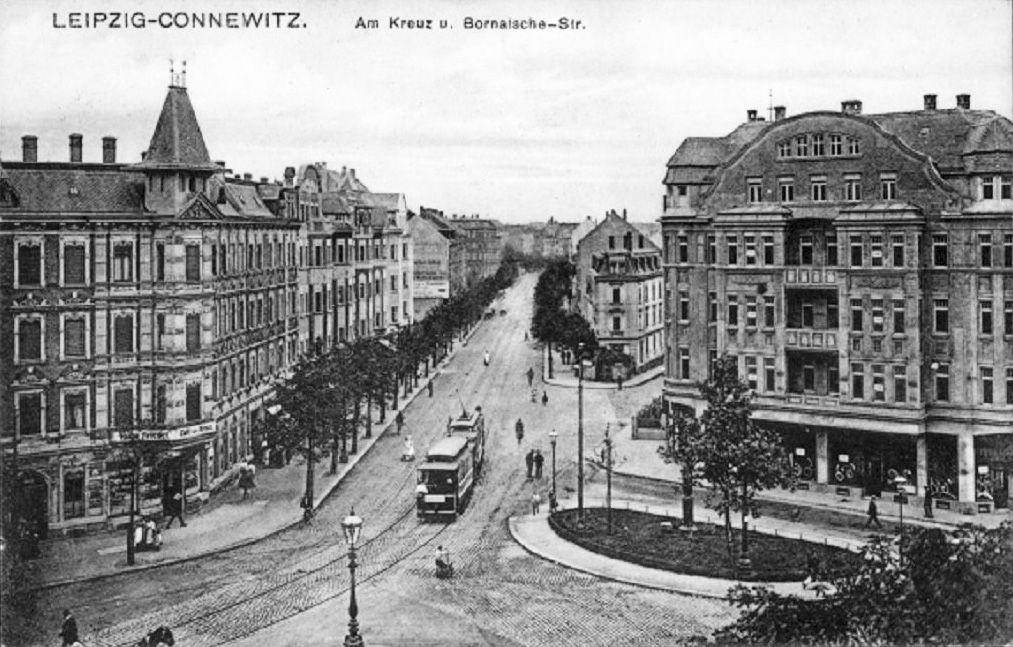
Geschäftshaus (rechts) 1916 anstelle der Gärtnerei

Obwohl kein eigentlicher Platz, erhält die Umgebung des Connewitzer Kreuzes durch das Zusammentreffen von sieben Straßen (Karl-Liebknecht-, Wolfgang-Heinze-, Arno-Nitzsche-, Selnecker-, Koch-, Biedermann- und Bornaische Straße) einen platzartigen Charakter. Zu Beginn des 20. Jahrhunderts war die gesamte Umgebung bebaut, insbesondere der Platz südlich des Kreuzes mit einem vierstöckigen Wohn- und Geschäftshaus als optischem Abschluss der Südstraße (Karl-Liebknecht-Straße).
Im Zweiten Weltkrieg wurden wesentliche Teile der Bebauung zerstört. Von der alten Substanz erhalten sind unter anderem die heute als Café genutzte Südbrause, das auf einem Betriebsgelände entstandene soziokulturelle Zentrum Werk 2 und einige Wohnhäuser. Trotz einer Rewe-Kaufhalle von 2013, die eine solche der HO von 1969 ersetzte und einiger nach 1990 entstandener Neubauten bleiben Lücken, insbesondere der Straßenabschluss hinter dem Kreuz. 2016 entstand die Idee eines Hochhauses an dieser Stelle. Die Stadt weist ein Hochhaus zurück, ist aber langfristig prinzipiell für eine Bebauung offen. 2022 erwarb die Stadt die Fläche und errichtete eine auf Dauer angelegte Grünfläche mit Sport- und Bewegungsangeboten.

## Trivia
Der Name des Leipziger Stadtmagazins kreuzer leitet sich vom Connewitzer Kreuz ab.